# Idaea holosericata
Idaea holosericata är en fjärilsart som beskrevs av Philogène Auguste Joseph Duponchel. Idaea holosericata ingår i släktet Idaea och familjen mätare. Inga underarter finns listade i Catalogue of Life.